# Strabyczowo (stacja kolejowa)
Strabyczowo (ukr. Страбичово, ros. Страбичево, węg. Mezőterebes) – stacja kolejowa w miejscowości Strabyczowo, w rejonie mukaczewskim, w obwodzie zakarpackim, na Ukrainie. Leży na linii Lwów – Stryj – Batiowo – Czop.
Stacja istniała przed II wojną światową.